# Dosei Mansion
Dosei Mansion (土星マンション?, Dosei Manshon) è un manga scritto e illustrato da Hisae Iwaoka. L'opera originale è stata pubblicata sulle pagine della rivista Ikki fra il 2006 ed il 2011 dalla casa editrice Shogakukan. In occidente la versione in lingua francese è stata licenziata da Kana mentre in lingua inglese da Viz Media. L'edizione italiana è stata pubblicata da BAO Publishing.
Dosei Mansion venne premiato nel 2011 al Japan Media Arts Festival con il premio Grand Prize.

## Trama
Dopo che la Terra è divenuta una zona protetta, gli esseri umani vivono in appartamenti che formano un anello intorno ad essa. Il complesso è diviso in tre livelli: inferiore (dove stanno gli abitanti più poveri), medio e superiore (dove, via via, stanno quelli più ricchi). Mitsu, abitante del livello inferiore, si occupa di lavare i vetri della struttura, lavoro che gli permette di entrare in contatto con le vite dei diversi abitanti mentre cerca di scoprire qualcosa di più sulla scomparsa di suo padre, addetto alla stessa mansione.